# رشیدالدین سنان

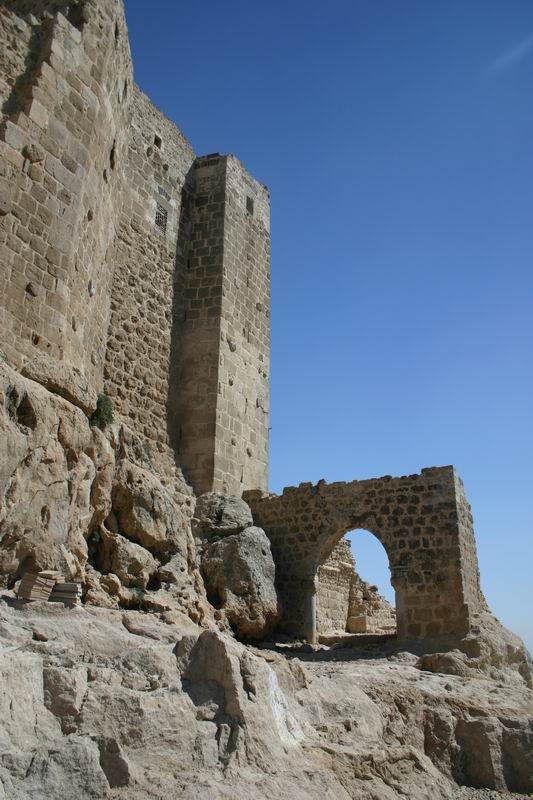
رشیدالدین سینان موفق شد تا صلاح‌الدین را برای مقابله نکردن با فرقه خود متقاعد کند.

رشیدالدین سینان (به عربی: راشد الدين سنان، آوانگاری: Rāshid ad-Dīn Sinān) (زاده ۱۱۳۲/۱۱۳۵، درگذشته ۱۱۹۲ میلادی) مشهور به پیرمرد کوهستان (به عربی: شيخ الجبل، آوانگاری: Sheikh al-Jabal) و همچنین معلم (به عربی: المعلم) رهبری فرقه نزاریه اسماعیلی در زمان جنگ‌های صلیبی در سوریه را برعهده داشت. او در جریان جنگ‌های صلیبی نقش مهمی را ایفا نمود. سینان در جوانی به الموت رفت و آموزش‌های دینی و علمی را فرا گرفت. سپس توسط حسن دوم به سوریه فرستاده شد و در قلعه مصیاف مستقر و فرقه نزاریه این شهر را رهبری نمود. او همچنین در بازی اساسینز کرید هم جزو شخصیت های اصلی بازی است.